# Д’Эрфей, Томас
Томас д’Эрфей (англ. Thomas D'Urfey; 1653, Девоншир — 26 февраля 1723, Лондон) — английский писатель

, поэт-песенник, драматург и композитор. Один из зачинателей комической балладной оперы.

## Биография

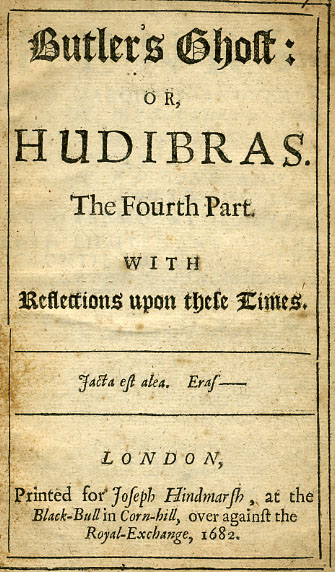
Титульный лист пьесы «Призрак дворецкого». 1682 г.

Родился во французской эмигрантской семье-гугенотов. Начал свою профессиональную карьеру в качестве клерка. Однако вскоре полностью погрузился в театральную жизнь. По воспоминаниям специалистов был очень дружелюбным и весёлым человеком, поэтому у него были друзья во всех сферах жизни. Был дружен с королём Англии Карлом II и стал де-факто его придворным шутом и его преемника Якова II.
Автор более 500, когда-то очень популярных политических и любовных песен (музыку к ним сочинили более 40 композиторов, в том числе Генри Пёрселл, Джон Блоу, частью собственной композиции) и 32 пьес, в том числе драматических и игривых комедий, таких как «Мадам Фикл» (1677) и «Сэр Барнаби Виг» (1681). Его первая пьеса «Осада Мемфиса» (1676) не имела большого успеха, но в следующем году драматург добился успеха, создав комедию «Мадам Фикл». Создал ряд юмористических комедий, часто сатирического характера. Его песни можно разделить на три группы: придворные, политические и популярные, последние часто фривольного характера.
Издал: «Wit and mirth, or pills to purge melancholy» (1719-20, 6 томов), сборник баллад и песен, сборник под заглавием «Musa et musica».
Умер в бедности. Похоронен в церкви Святого Джеймса на Пикадилли в Лондоне.

## Избранные публикации
- The Siege of Memphis (1676)
- Madame Fickle (1677)
- The Fond Husband (1676)
- A Fool Turn’d Critick (1678)
- Squire Oldsapp (1678)
- Trick for Trick (1678)
- The Virtuous Wife, or, Good luck at last (1679)
- Sir Barnaby Whigg (1681)
- The Injured Princess, or, The fatal vvager (адаптация Cymbeline Шекспира, 1682)
- The Royalist (1682)
- Butler’s Ghost, or Hudibras (1682)
- The banditti, or, A ladies distress (1686)
- A Common-Wealth of Women (1686)
- Bussy D’Ambois (1691)
- Love for Money (1691)
- The Richmond Heiress (1693)
- The Comical History of Don Quixote (1694)
- Cinthia and Andimion (1697)
- Intiques at Versailles (1697)
- The Campaigners (1698)
- Massaniello (1699)
- Wonders in the Sun, or, The Kingdom of the Birds (1706).
- Wit and Mirth, or Pills to Purge Melancholy (сборник песен и баллад, 1698—1720)